# T-34/122
T-34/122 lub T-122 – samobieżna haubica skonstruowana w Syrii i Egipcie w wyniku modyfikacji posiadanych przez te państwa czołgów T-34-85. W Syrii prace nad tymi pojazdami prowadzono pod koniec lat. 60 XX wieku, w Egipcie w latach 70. XX wieku. Pojazd był połączeniem podwozia T-34-85 i radzieckiej haubicy D-30 kalibru 122 mm.
Pojazdy te wzięły udział w działaniach zbrojnych podczas wojny Jom Kipur (1973). Nieznana ilość pojazdów została zdobyta podczas tego konfliktu przez Siły Obronne Izraela.

## Historia
Radzieckie haubice D-30 były w powszechnym użyciu Egiptu i Syrii w latach 60. XX wieku. Wojna sześciodniowa (1967) oraz doświadczenia z niej wyciągnięte sprawiły, że armia syryjska podjęła próby zmodyfikowania posiadanego sprzętu. Postanowiono zwiększyć mobilność w terenie haubic D-30 poprzez wykorzystanie posiadanych czołgów T-34-85. W tym celu usunięto wieżę czołgową, a w jej miejsce zamontowano haubicę wraz ze wszystkimi przyrządami celowniczymi. W tym przypadku jednak działo było skierowane do tyłu, aby zachować równowagę pojazdu. Po obu stronach pojazdu znajdowało się po pięć pojemników na amunicję (cztery pociski w każdym). Pojazdy były malowane standardowym syryjskim kamuflażu (ciemna zieleń z brązowymi i piaskowymi łatami).
Podobne prace przeprowadziła egipska fabryka zbrojeniowa na początku lat 70. XX wieku. Podjęto je na podstawie decyzji o zmechanizowaniu egipskiej artylerii polowej. Zdecydowano, że w tym celu wykorzystane zostaną podwozia, uznanych wówczas za przestarzałe w Egipcie, czołgów T-34-85. Podobnie jak w Syrii, usunięto dotychczasową wieżę, ale w jej miejscu zamontowano powiększoną wieżę mającą ochraniać załogę i przyrządy celownicze. Konstrukcja zapewniała możliwość zamontowania haubicy D-30 oraz armaty BS-3 kal. 100 mm. Egipskie pojazdy malowano w jasny piaskowy kolor z szarymi plamami.
Pojazdy te wzięły udział w działaniach armii syryjskiej i egipskiej podczas wojny Jom Kipur. Część z nich została przejęta przez Izrael.

## Konstrukcja
Pojazd był połączeniem podwozia czołgu T-34-85 z obracaną mechanicznie haubicą D-30 kal. 122 mm. T-34/122 miał długość ok. 6 m, szerokość 2,99 m, a wysokość 2,7 m. Po dwóch stronach kadłuba zamontowano po pięć pojemników na pociski, co łącznie dawało zapas 40 pocisków. Załogę pojazdów miało stanowić 6-7 osób.
T-34/122 napędzany był dwunastocylindrowym silnikiem Diesla V2 o mocy 494 KM, co pozwalało na poruszanie się z prędkością 55-60 km/h. Pojazd miał baki o pojemności 560 l. Dzięki temu mógł przejechać 300-360 km.
Haubica D-30 kal. 120 mm mogła strzelać pociskami odłamkowo-burzącymi, kumulacyjnymi i dymnymi.
Pojazd mógł pokonywać przeszkody pionowe o wysokości 0,7 m, brody o głębokości 1,3 m oraz rowy o szerokości 2,29 m.

## Galeria

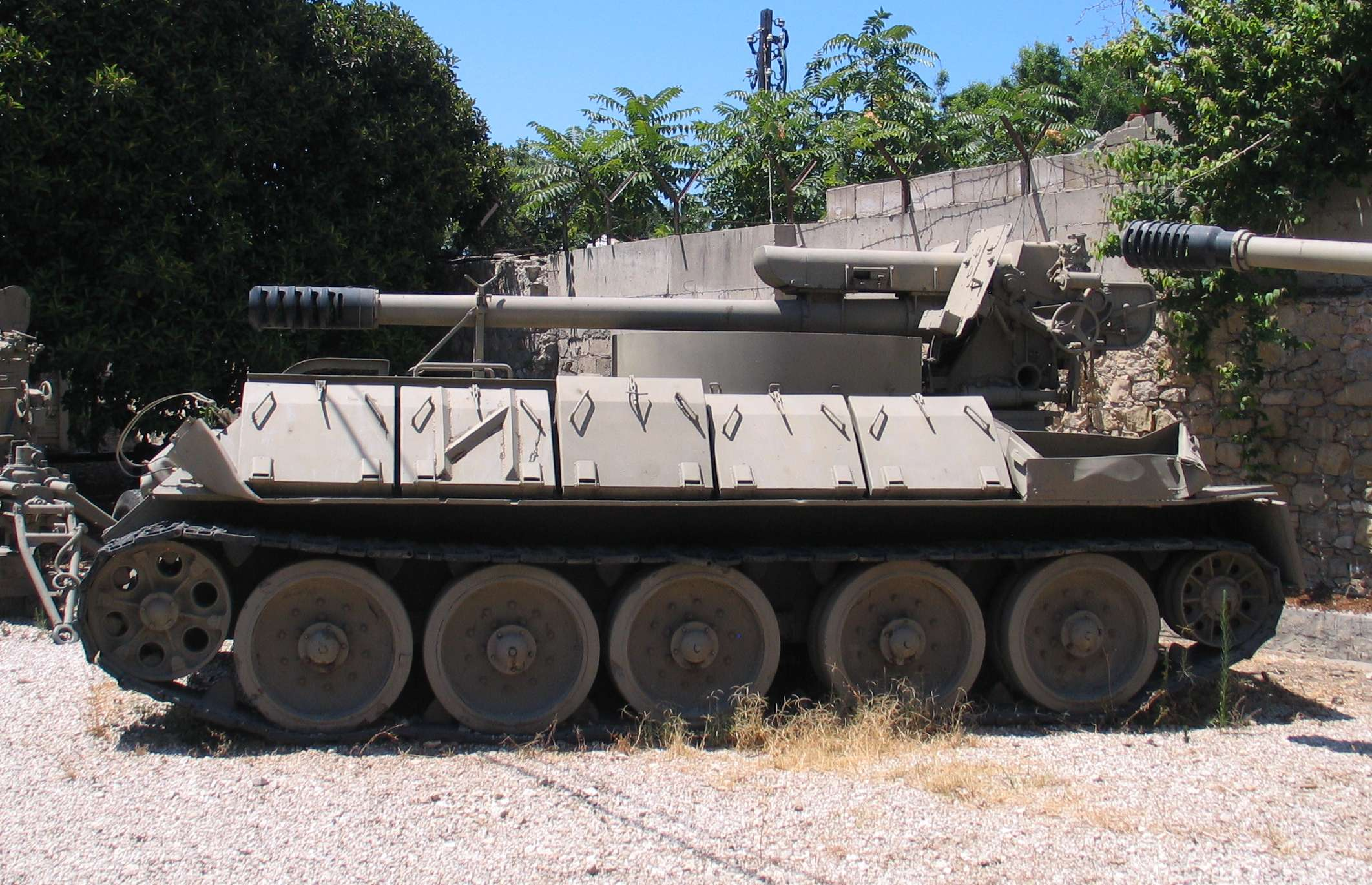
T-34/122 z boku
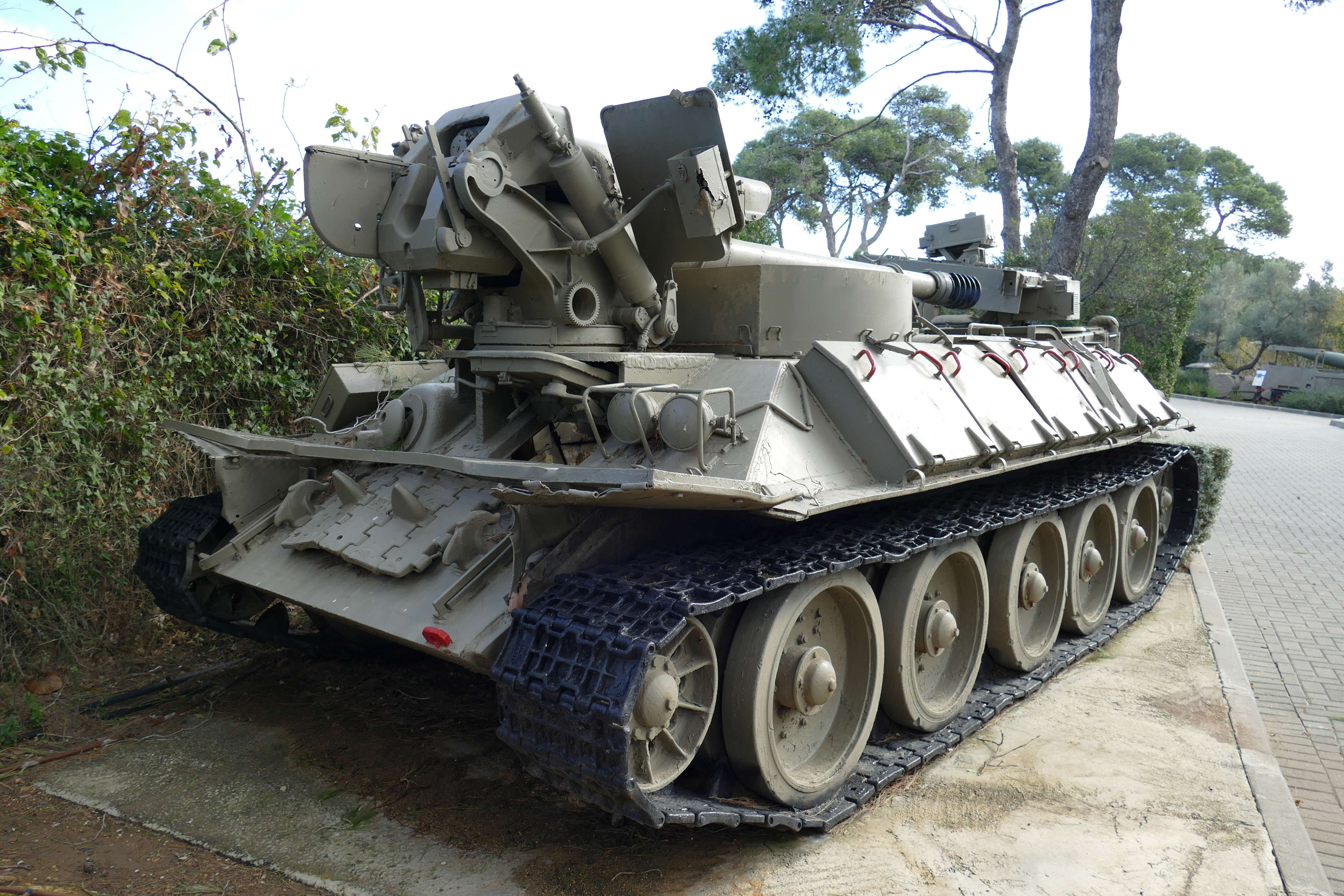
Przód pojazdu z podstawą dla obsługi działa
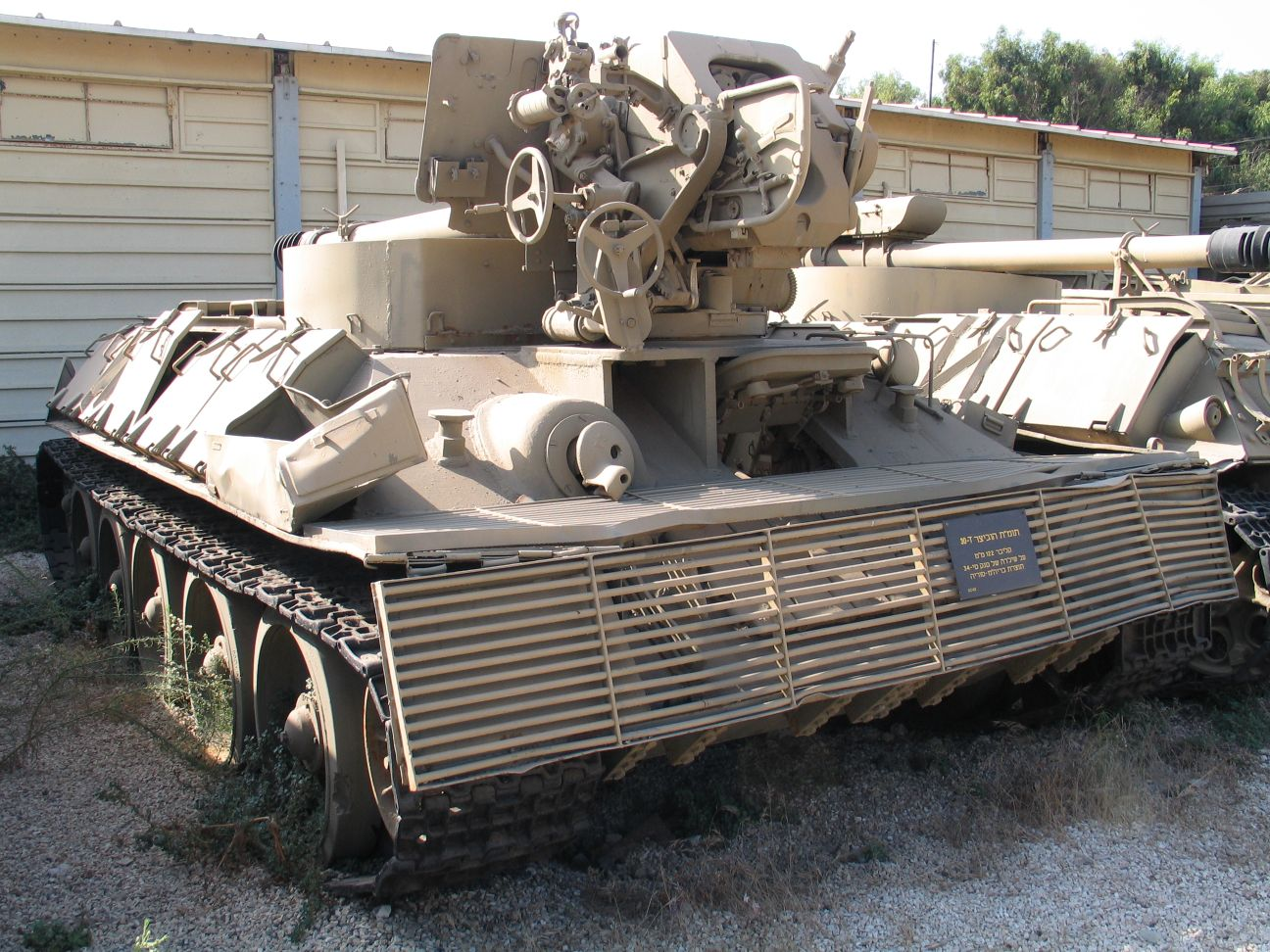
Przód pojazdu w innej wersji
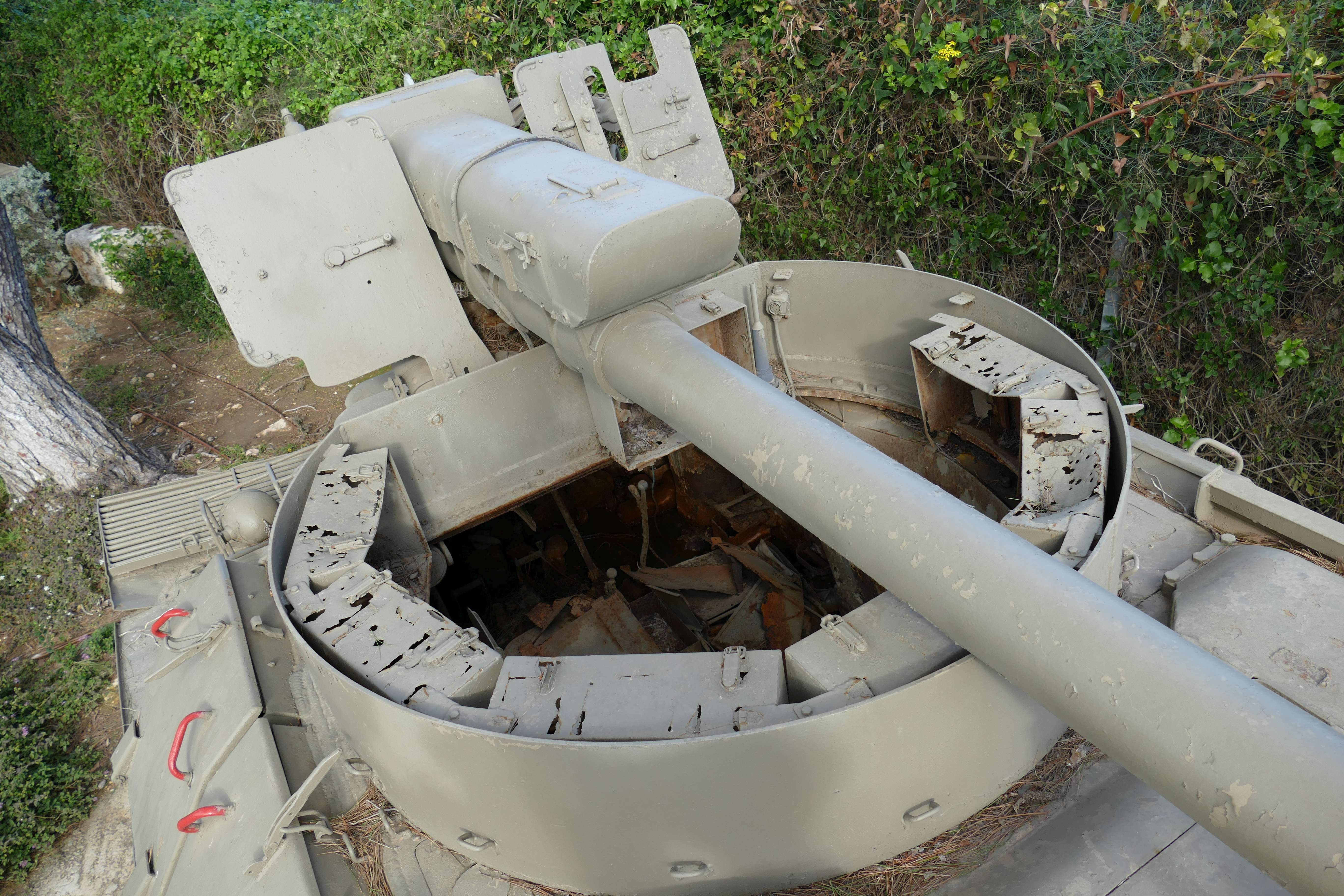
Wieża z działem
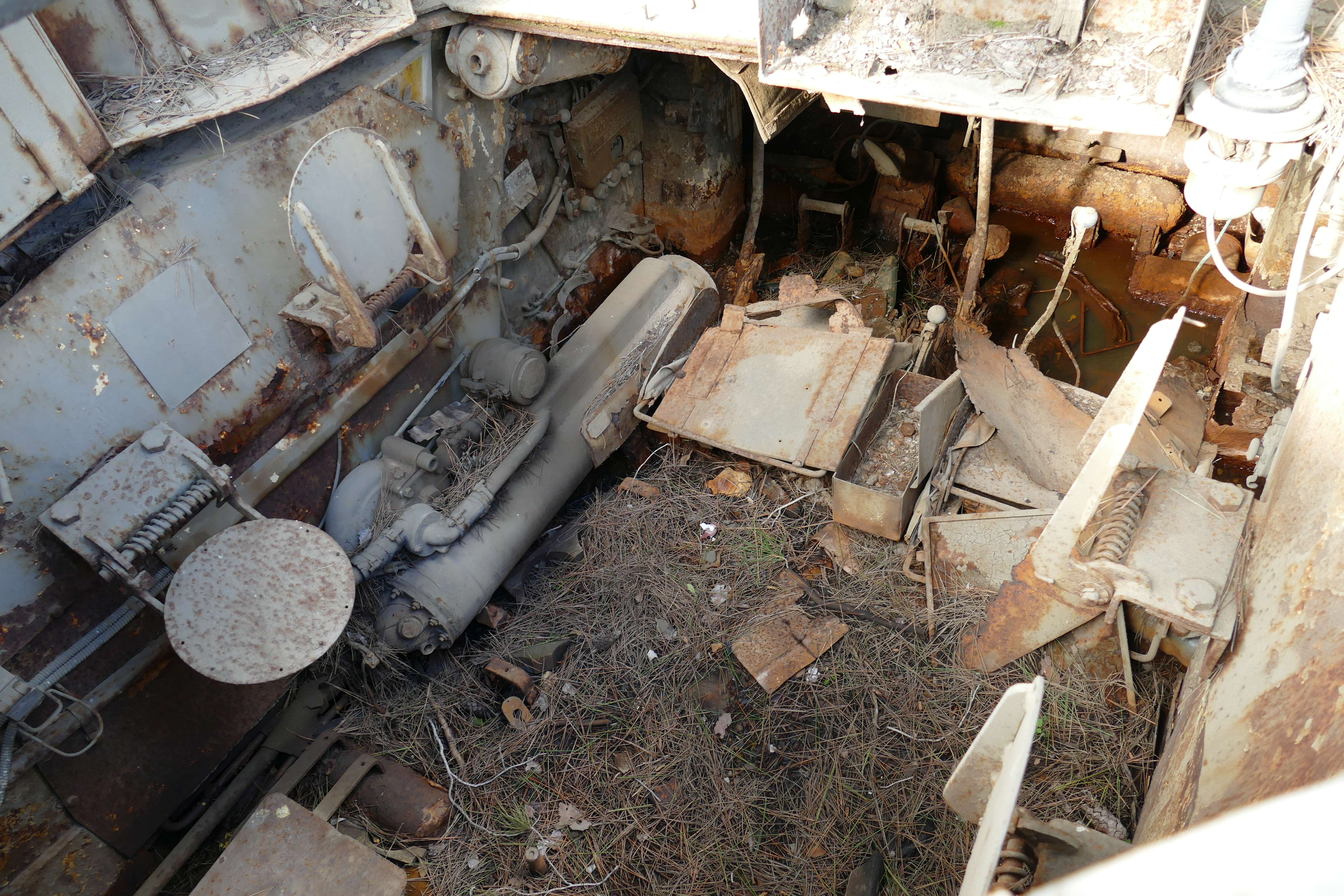
Przedział załogi
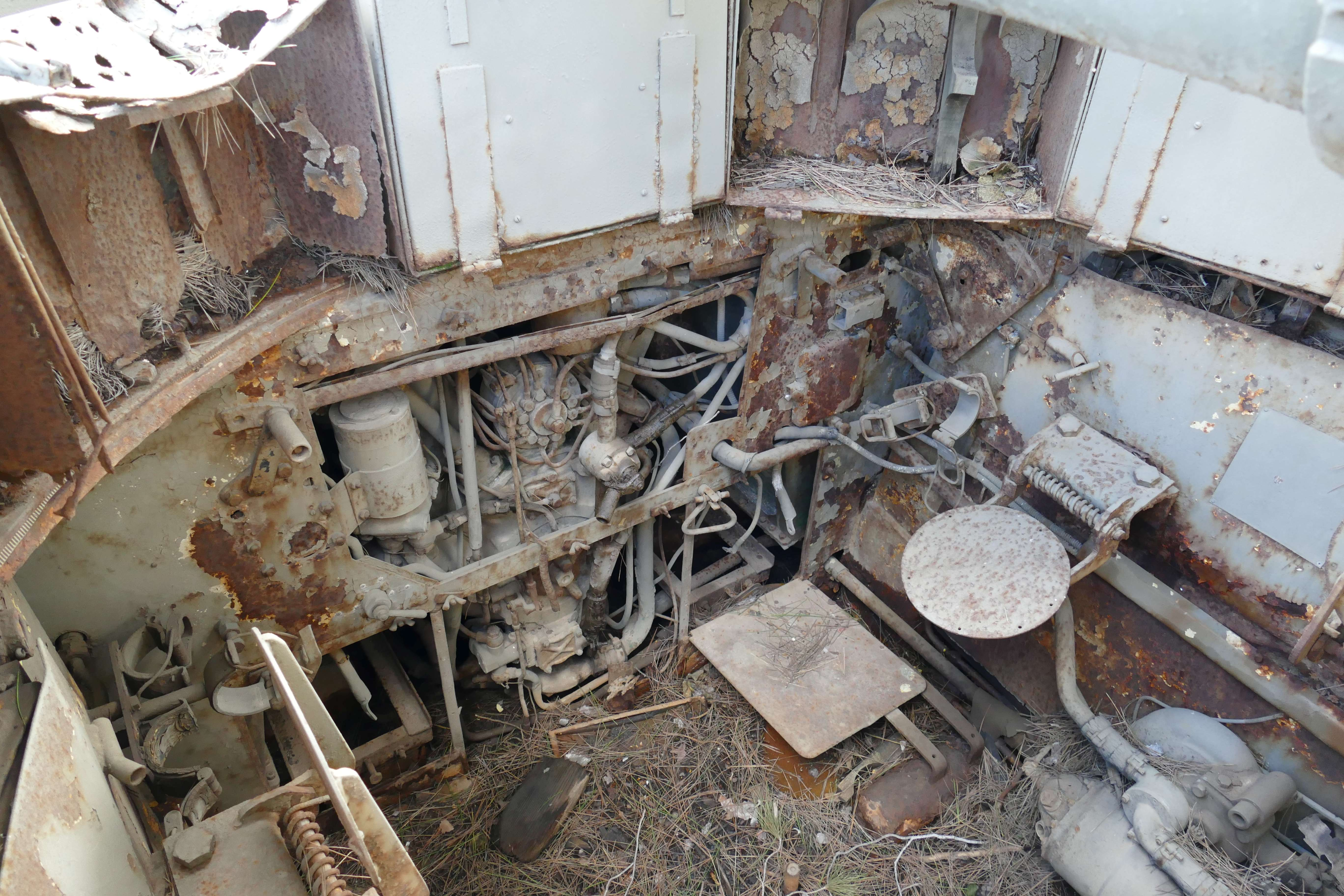
Przedział załogi